# جيورغوس تزيفوس
جيورغوس تزيفوس (باليونانية: Γιώργος Τζιφός)‏ هو ممثل يوناني، ولد في 1918 في اليونان، وتوفي في 27 مايو 1986 بأثينا في اليونان.

## وصلات خارجية
- جيورغوس تزيفوس على موقع IMDb (الإنجليزية)
- جيورغوس تزيفوس على موقع قاعدة بيانات الأفلام العربية
- جيورغوس تزيفوس على موقع قاعدة بيانات الفيلم (الإنجليزية)
- جيورغوس تزيفوس على موقع كينوبويسك (الروسية)